# 重油

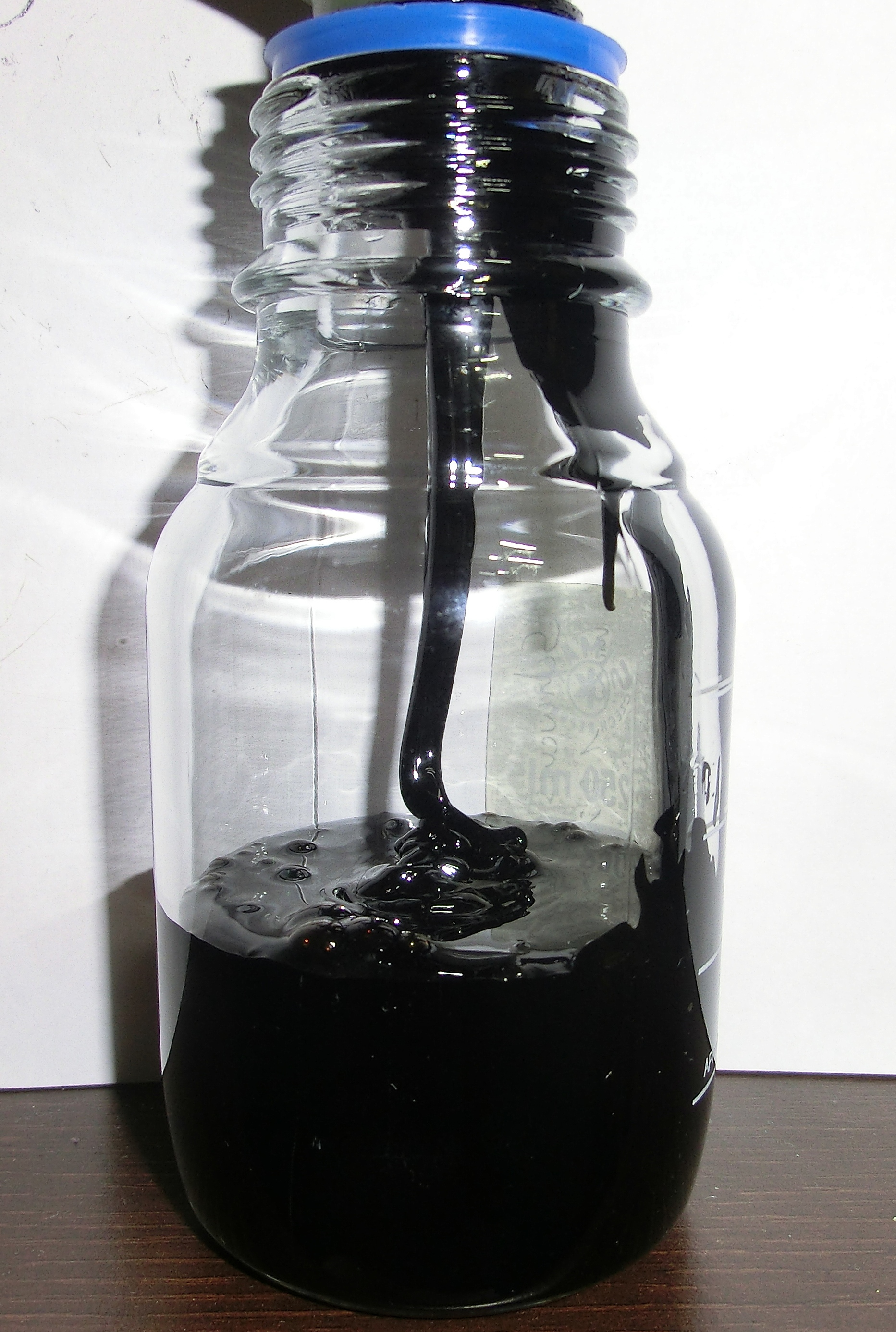
重油

重油（じゅうゆ）とは、原油の常圧蒸留によって蒸留塔底から得られる残油、あるいはそれを処理して得られる重質の石油製品である。ガソリン、灯油、軽油より沸点が高く、重粘質であることから名付けられている。しかし油の一種であるため、比重は水よりも軽い。英語では、一般に、重油 (heavy oil) よりも燃料油 (fuel oil) と呼ばれる。

## 重油の性状
重油は、褐色又は黒褐色の重質油で、比重は0.82 - 0.95程度、発熱量は10,000 - 11,000 kcal/kg程度である。成分は炭化水素が主なもので、若干（0.1 - 4 %程度）の硫黄分及び微量の無機化合物が含まれている。
大気汚染の原因となる重油中の硫黄分を低減するため、直接脱硫や間接脱硫などによる脱硫を行うことが近年では一般的となっている。
消防法により、危険物に指定されている。区分は第4類第3石油類。引火点は70 ℃以上200 ℃未満で、非水溶性である。

## 重油の製造
重油は、常圧蒸留残油、減圧蒸留残油、減圧軽油、溶剤脱れき（瀝）残油などの高粘度油に直留軽油や分解軽油などの低粘度油を調合して、その用途に応じて、粘度、硫黄分、流動点、引火点、残留炭素分などの性状を合わせて製品とされる。
重油は原油から各種石油製品を精製した後の残渣油であるが、最近はアスファルトを燃料とした発電も進んでおり、また二次装置の整備が進むことで重油からガソリンや灯油など重油よりも利益が上がる油種をより多く精製するようになったことから、製品としての重油は供給量減少や品質悪化の傾向にあるといわれる。また熱分解でガス化してジメチルエーテルを製造することも可能である。

## 重油の規格・品質
重油の種類は、動粘度により1種（A重油）、2種（B重油）及び3種（C重油）の3種類に分類される。
さらに1種は硫黄分により1号及び2号に細分される。3種は動粘度により1号、2号及び3号に細分される。
- A重油は軽油90 %に少量の残渣油を混ぜたものである。
- B重油は残渣油と軽油を半量程度ずつ調合したものである（なお、最近B重油はほとんど生産されない）。
- C重油は90 %以上が残渣油である。

一般的に、残留炭素の多い重油は粘度が高い。重油の硫黄の大部分が有機硫黄分として存在している。
品質は、内燃機関用、ボイラー用及び各種炉用などの燃料として適当な品質の鉱油であって、次の規定に適合しなければならない。

### 重油の規格 (JIS K 2205)
| 性状→ 種類↓  | 性状→ 種類↓  | 反応 | 引火点 ℃ | 動粘度 (50℃) cSt (mm2/s)                | 流動点 ℃ | 残留炭素分 質量% | 水分 容量% | 灰分 質量% | 硫黄分 質量% |             |
| ------------ | ------------ | ---- | -------- | --------------------------------------- | -------- | ---------------- | ---------- | ---------- | ------------ | ----------- |
| 1種（A重油） | 1号          | 中性 | 60以上   | 20以下 （20以下）                       | 5以下    | 4以下            | 0.3以下    | 0.05以下   | 0.5以下      | （LSA重油） |
| 1種（A重油） | 2号          | 中性 | 60以上   | 20以下 （20以下）                       | 5以下    | 4以下            | 0.3以下    | 0.05以下   | 2.0以下      | （HSA重油） |
| 2種（B重油） | 2種（B重油） | 中性 | 60以上   | 50以下 （50以下）                       | 10以下   | 8以下            | 0.4以下    | 0.05以下   | 3.0以下      |             |
| 3種（C重油） | 1号          | 中性 | 70以上   | 250以下 （250以下）                     | -        | -                | 0.5以下    | 0.1以下    | 3.5以下      |             |
| 3種（C重油） | 2号          | 中性 | 70以上   | 400以下 （400以下）                     | -        | -                | 0.6以下    | 0.1以下    | -            |             |
| 3種（C重油） | 3号          | 中性 | 70以上   | 400を超え1000以下 （400を超え1000以下） | -        | -                | 2.0以下    | -          | -            |             |
| 1.           |              |      |          |                                         |          |                  |            |            |              |             |

A重油の1種1号は、硫黄分（Sulfur、サルファー）が0.5 %以下とされ、LSA重油 (Low Sulfur A Fuel Oil) とも呼ばれる。この低硫黄のA重油の色は生産施設にもよるが半透明の黒色か黄色である。また、低硫黄のLSA重油はメーカによってはSCF（出光興産）またはSCFO (Super Clean Fuel Oil) とも称されることがある。
同じくA重油1種2号は、硫黄分が0.5 %以上2.0 %以下とされ、HSA重油 (High Sulfur A Fuel Oil) とも呼ばれる｡

### 再生重油
上記の通常重油の他に、自動車用エンジンオイルや工業用潤滑油などの廃油を原料に濾過・精製した「再生重油」が生産され、A重油・C重油の代用として使用される事例も出ているが、これについては通常重油とは別途の規格(JIS K 2170)が2013年に制定され、1種（低硫黄・低塩素・低水分仕様）と2種（1種より水分条件を緩和）に規格が分けられている。さらに、再生重油と廃食用油を混合した「バイオ再生重油」についてもこれを規定する規格(JIS K 2171)が制定されている。

### JIS規格と国際的名称
| JIS規格 | 国際的名称 |
| ------- | --- |
| 軽油    | GO（Gas Oil : 軽油） DO（Diesel Oil : ディーゼル油） MDF（Marine Diesel Fuel : 船舶用ディーゼル燃料） MDO（Marine Diesel Oil : 船舶用ディーゼル油） |
| A重油   | GO（Gas Oil : 軽油） DO（Diesel Oil : ディーゼル油） MDF（Marine Diesel Fuel : 船舶用ディーゼル燃料） MDO（Marine Diesel Oil : 船舶用ディーゼル油） |
| B重油   | - |
| C重油   | MFO（Marine Fuel Oil : 船舶用燃料油） HFO（Heavy Fuel Oil : 重質燃料油） RFO（Residual Fuel Oil : 残渣燃料油）                                      |

## 重油の用途

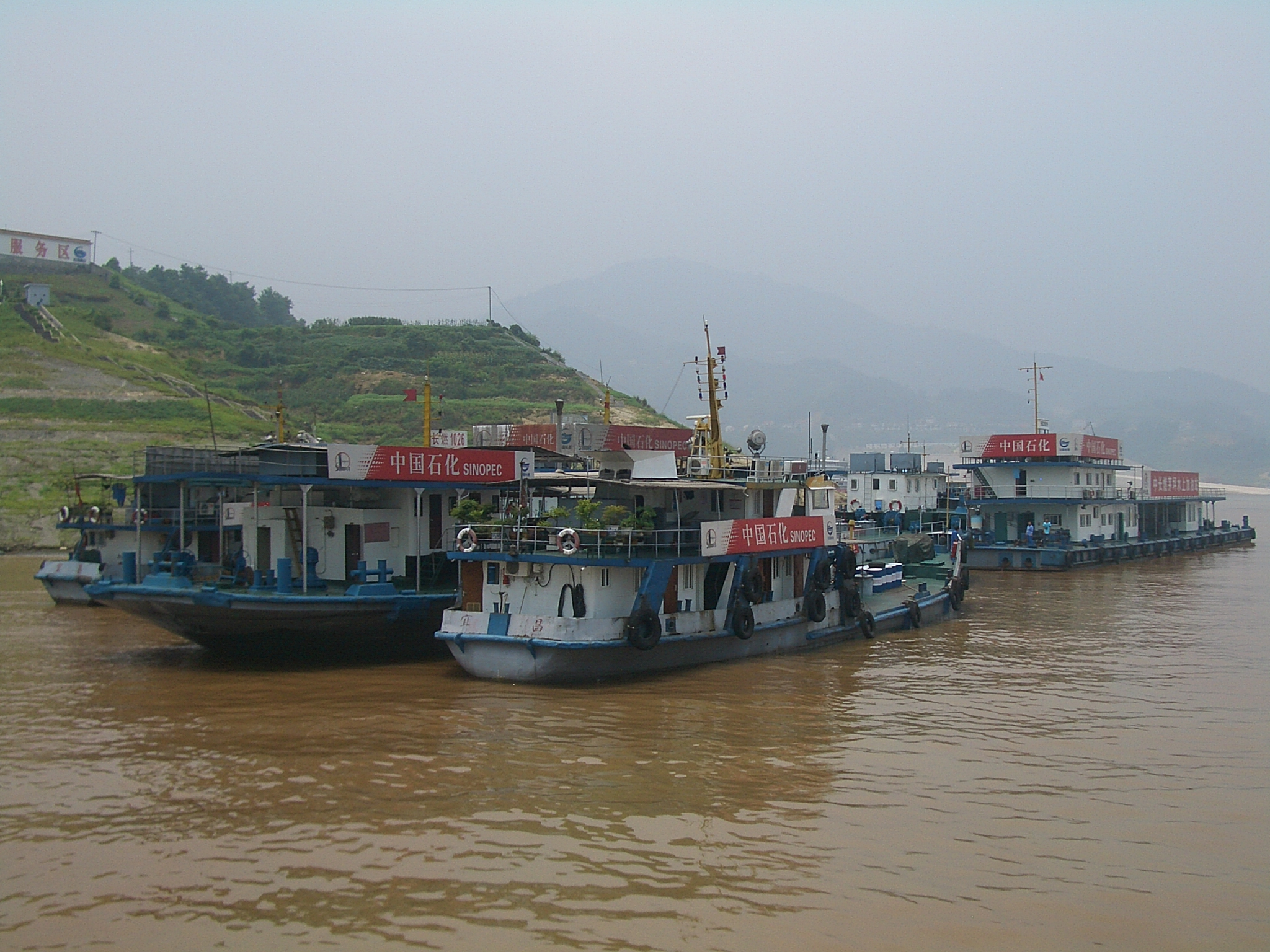
中国石化が運営する長江の水上給油所、船舶用の重油を供給している

### A重油
低硫黄のLSA重油は、主として農耕機や中小漁船の燃料として使用されている。最近では環境問題や大気汚染問題に配慮するため、ビル、ホテル、寮、病院、学校の暖房・給湯用、食品工場の加熱用、クリーニング工場のプレス・温水供給に運用されるボイラーに多く用いられ、温室・ビニールハウスのボイラー、温風暖房でも使用されている｡
高硫黄のHSA重油は、低硫黄のLSA重油を特に必要としない非自動車用ディーゼルエンジン、及び工場、病院、学校、ビルなどの小・中規模ボイラーの燃料などに用いられる。
また、火葬場で遺体を火葬する際の燃料に使われる事が多かったが、環境面への配慮から灯油やガスに切り替わってきている。

### B重油及びC重油
B重油、C重油は、船舶用の大型ディーゼルエンジン、工場や発電所、地域冷暖房などの大規模ボイラーの燃料などに用いられる。
B重油及びC重油は粘度が高いため予熱した上で使用される。また、残渣油には不純物が多く含まれることから、船舶用のディーゼルエンジン燃料としてC重油を使用する場合、油清浄機により不純物を取り除いた上で使用される。それでもなお硫黄や灰分を多く含むため、レシプロエンジンで用いる場合には、燃焼時に生成される硫酸によるシリンダーライナーの腐蝕や、アブレシブ摩耗に注意する必要がある。

### 再生重油
再生重油は、A重油よりさらに流動点が低い長所があり予熱の必要性が少ないが、主原料となる廃潤滑油の性状および添加剤に起因する性質から灰分がC重油よりも格段に多いという重大な欠点がある。またやはり廃潤滑油に起因して塩素分を多く含む。これらの性質から内燃機関向きではなく、工業用ボイラに使用する場合も、ボイラ内灰分の定期的除去を前提にする必要がある。主な用途は、アルミニウム溶融炉や石灰焼成炉などにおける直火燃料用途である。その欠点を補う策として、灰分の少ない廃食用油との合成によるバイオ再生重油の活用が図られている。

## 不正軽油問題
A重油には軽油引取税が課税されないため、軽油に比べて安価であるが、その品質は軽油に非常に類似している。そのため、しばしば貨物自動車用ディーゼルエンジンの燃料に流用される。これは不正軽油と呼ばれ、脱税行為であるだけでなく、環境対策上の問題ともなる。
このような脱税目的でのA重油の使用を防ぐために、A重油には1991年（平成3年）から識別剤としてクマリンが添加されている。
また、国土交通省では、不正使用の防止のため、2005年（平成17年）から、走行中のトラック等の燃料を抜き取り検査を行っている。これは軽油と重油の硫黄分の濃度の違いに着目したもので、硫黄分の濃度の分析を行うことで判別を行う。軽油は硫黄分の濃度が10 ppm程度であるのに対して、硫黄分の一番低いLSA重油でも硫黄分の濃度が5000 ppmにもなるので、抜取った燃料が、法令基準の50 ppm以上であれば、厳しく指導を行っている。